# Sybille Schmitz

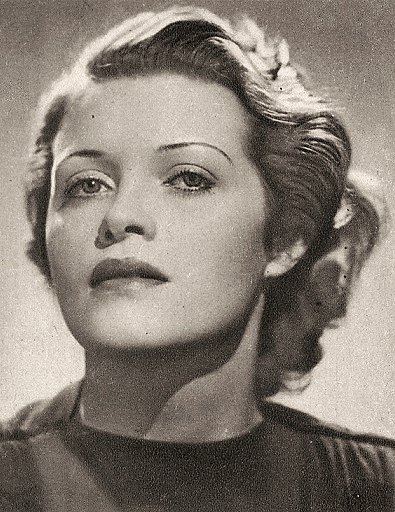
Sybille Schmitz

Sybille Maria Christine Schmitz verehelichte Petersson (* 2. Dezember 1909 in Düren; † 13. April 1955 in München) war eine deutsche Schauspielerin.

## Erste Jahre
Sybille Schmitz wuchs in einem gutbürgerlichen Umfeld auf. Ihre Großmutter besaß eine Konditorei in Düren, ihr Vater Joseph war Konditormeister, Mutter Anna, geborene Dahmen, stammte aus der Familie eines Matratzenfabrikanten. Nach dem Besuch des Katholischen Lyzeums in Düren wurde Sybille 1920 ins Internat geschickt, in die Klosterschule in Lohr am Main. Hier war schon ihre sittenstrenge Mutter von Nonnen unterrichtet worden. Sybille, von kräftiger Statur, wurde in der Theatergruppe gern mit Hosenrollen bedacht. Nach drei Jahren verließ sie Lohr und besuchte auf Wunsch des Vaters mit 14 eine Handelsschule in Köln.
Auf Fürsprache der Schauspielerin Louise Dumont wurde sie anschließend in die Ausbildungsklasse des Kölner Schauspielhauses aufgenommen. Als sie schon zwei Monate später dort erste kleine Rollen spielen durfte, gab es Ärger mit neidischen Mitschülern. Nach nur drei Monaten verließ Sybille die Ausbildung.

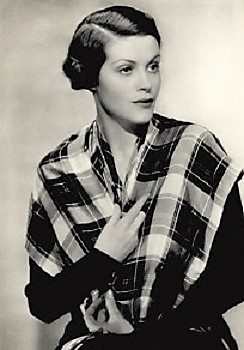
Sybille Schmitz um 1930

## Karriere
Mit einem Empfehlungsschreiben von Louise Dumont an den Schauspielagenten Otto Merten und 100 Mark Reisekasse machte sich Sybille Schmitz als 17-Jährige nach Berlin auf, um ihre Karriere als Schauspielerin zu starten. Sie nahm privaten Schauspielunterricht bei Eugen Herbert Kuchenbuch. Merten verschaffte ihr einen Termin zu einem Vorsprechen am Deutschen Theater, das von dem Schauspieler und Intendanten Max Reinhardt geführt wurde. Dass sie keine abgeschlossene Schauspielerausbildung vorweisen konnte, störte nicht: Max Reinhardt hatte selbst nie eine genossen. Nach ersten kleineren Rollen erhielt Sybille Schmitz im Jahr 1927 einen Dreijahresvertrag als Ensemblemitglied des Theaters mit einer Monatsgage von 250 Reichsmark.
1928 stand sie erstmals vor einer Filmkamera – für den SPD-Werbefilm Freie Fahrt unter der Regie von Ernő Metzner.
Der Film fiel durch, ihre Darstellung als schwangere Arbeiterfrau wurde von der Kritik gelobt. Ihre Karriere führte jetzt steil nach oben.
Nach einem Engagement im Hessischen Landestheater und weiteren Filmrollen zählte Schmitz in den 1930er Jahren zu den bekanntesten Charakterdarstellerinnen des deutschen Films. Den Übergang vom Stummfilm zum Tonfilm meisterte sie – im Gegensatz zu vielen Kollegen – ohne Schwierigkeiten. Sie überzeugte in Hauptrollen neben den beliebtesten Darstellern jener Zeit wie Hans Albers, Willy Birgel, Gustav Fröhlich oder Heinz Rühmann. Unter anderem war sie zu sehen: 1928 in Polizeibericht Überfall, 1932 in Vampyr – Der Traum des Allan Grey, 1934 in Der Herr der Welt und in Abschiedswalzer, 1935 in Ein idealer Gatte, 1936 in dem experimentellen Heide-Drama Fährmann Maria, 1937 in Die Umwege des schönen Karl, 1938 in Tanz auf dem Vulkan, 1939 in Die Frau ohne Vergangenheit und 1943 in Titanic.
Die Schauspielerin bemühte sich, ihr Privatleben unter Verschluss zu halten. Trotzdem wurde ihre Bisexualität bekannt. Von 1940 bis 1945 war sie mit dem Drehbuchautor Harald G. Petersson verheiratet. Das Ehepaar zog sich zeitweise ins Salzburger Land nach Krimml zurück.

## Zeit des Nationalsozialismus
Trotz Publikumserfolgen hatte Sybille Schmitz es während der Zeit des Dritten Reichs nicht leicht. In der Filmbranche hatte sich herumgesprochen, dass Propagandaminister Goebbels, der alle Besetzungslisten kontrollierte, Sybille Schmitz nicht schätzte. Sie entsprach nicht seinem Ideal einer nordischen Frau. Regisseure, die sie beschäftigen wollten, erhielten den deutlichen Hinweis, dass Goebbels eine andere Besetzung der Rolle bevorzugte. Gustaf Gründgens etwa benötigte einige Überzeugungskraft, damit Schmitz im Film Tanz auf dem Vulkan eine Hauptrolle an seiner Seite spielen durfte. Im Tagebuch von Goebbels von 1937 findet sich die Notiz: Sybille Schmitz kommt mit Steuersorgen. Ich geige ihr die Meinung. Sie hat keine Disziplin, weder im Leben noch im Arbeiten. Auf der Gehaltsliste der UFA blieb sie bis 1945.

## Nach 1945

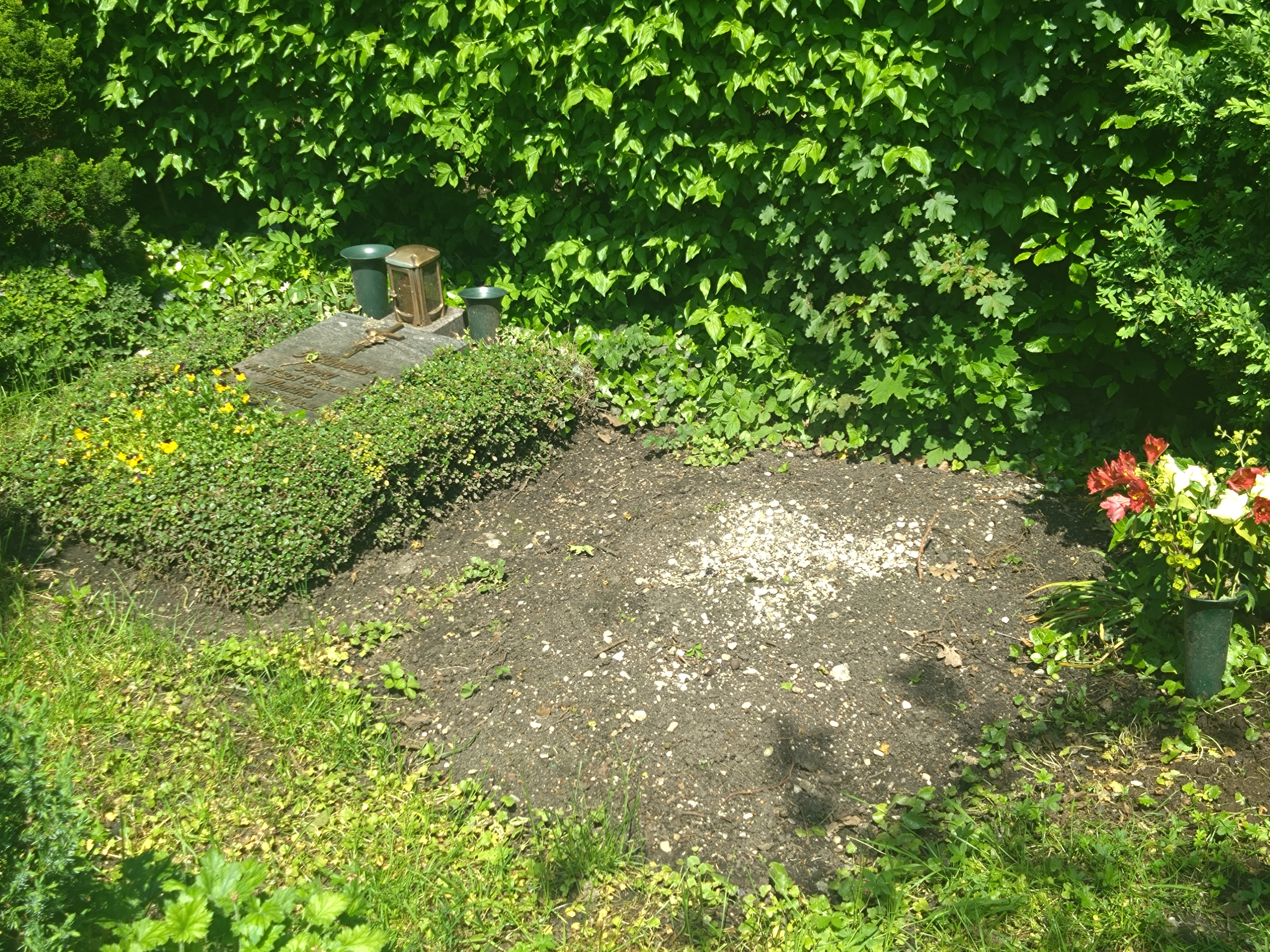
Grabstätte (Mai 2023)

Nach Kriegsende verfügten die alliierten Militärbehörden Berufsverbote für viele Mitwirkende an nationalsozialistischen Propagandafilmen, so auch für Sybille Schmitz.
Als sie nach einiger Zeit wieder spielen durfte, erhielt sie nicht mehr viele Rollenangebote. Zu denen, die sie beschäftigten, gehörten Erich Pommer und Gyula Trebitsch. Aber die Pausen zwischen den Dreharbeiten wurden immer länger. Zunehmend litt Sybille Schmitz an Depressionen und Alkoholsucht.
1953 erlitt sie eine Gesichtsneuralgie, und eine Ärztin verschrieb ihr gegen die Schmerzen ein Morphiumpräparat, von dem sie zunehmend abhängig wurde. Die Schauspielerin vernachlässigte sich äußerlich. Schauspielerin Olga Tschechowa, Inhaberin eines Kosmetiksalons, bot ihr eine kostenlose Schönheits-Behandlung an. Schmitz lehnte ab mit den Worten: Danke, dass du mir helfen wolltest. Aber mir ist nicht mehr zu helfen. Nach mehreren Klinikaufenthalten und misslungenen Suizid-Versuchen tötete sie sich 1955 mit einer Überdosis Schlaftabletten. In ihrem Abschiedsbrief schrieb sie: „Ich habe so versucht, wieder Anschluss zu finden, aber man kann mich nicht mehr brauchen.“ Tausende kamen zu ihrer Beerdigung, darunter viele prominente Kollegen wie Winnie Markus, Erich Pommer und Olga Tschechowa. Ihr Urnengrab befand sich auf dem Münchner Ostfriedhof und wurde 2023 aufgelassen. Inzwischen gibt es einen Gedenkstein an der Grabstelle 58-9-3. 

## Der Prozess
Ein Prozess gegen ihre Münchner Ärztin, die ihr jahrelang ein Übermaß an Medikamenten verschrieben hatte, machte Einzelheiten der menschlichen Tragödie deutlich. Die Ärztin hatte die Schauspielerin als Untermieterin in ihre Wohnung in der Karl-Theodor-Straße 15 aufgenommen und ihr Unmengen von Morphiumpräparaten zum Hundertfachen des legalen Preises verkauft. In Finanznöten hatte Sybille Schmitz Schmuck, Pelze und Teppiche ins Pfandhaus gebracht. Die Ärztin wurde zu vier Monaten Gefängnis auf Bewährung verurteilt.

## Weitere Wirkung
Rainer Werner Fassbinder nahm die letzten Lebensjahre von Sybille Schmitz 1982 als Inspiration für seinen vielfach mit Preisen gekrönten Film Die Sehnsucht der Veronika Voss. Rosel Zech war Darstellerin der Schauspielkollegin.
Anlässlich ihres 100. Geburtstages im Jahr 2009 widmete ihr das Haus der Stadt in ihrer Geburtsstadt Düren eine Ausstellung.

## Filmografie

### Stummfilme
- 1928: Freie Fahrt
- 1928: Polizeibericht Überfall
- 1929: Tagebuch einer Verlorenen

### Tonfilme
- 1932: Vampyr – Der Traum des Allan Gray
- 1932: F.P.1 antwortet nicht
- 1934: Rivalen der Luft
- 1934: Der Herr der Welt
- 1934: Abschiedswalzer
- 1934: Musik im Blut
- 1935: Oberwachtmeister Schwenke
- 1935: Punks kommt aus Amerika
- 1935: Ein idealer Gatte
- 1935: Stradivari
- 1935: Wenn die Musik nicht wär'
- 1935: Ich war Jack Mortimer
- 1936: Fährmann Maria
- 1936: Die Leuchter des Kaisers
- 1936: Die Unbekannte
- 1937: Die Kronzeugin
- 1937: Signal in der Nacht
- 1938: Die Umwege des schönen Karl
- 1938: Tanz auf dem Vulkan
- 1939: Hotel Sacher
- 1939: Die Frau ohne Vergangenheit
- 1940: Trenck, der Pandur
- 1941: Clarissa
- 1941: Wetterleuchten um Barbara
- 1942: Vom Schicksal verweht
- 1943: Titanic
- 1944: Die Hochstaplerin
- 1944: Das Leben ruft
- 1947: Zwischen gestern und morgen
- 1949: Die letzte Nacht
- 1950: Die Lüge
- 1950: Sensation im Savoy
- 1950: Kronjuwelen
- 1952: Illusion in Moll
- 1953: Das Haus an der Küste